# Adolf Heusinger
Adolf Heusinger (Holzminden, 4 augustus 1897 – Keulen, 30 november 1982) was een Duits militair. Hij begon zijn militaire loopbaan in 1915 als adelborst. Hij verwierf het zeldzame Kruis voor Oorlogsverdienste van Reuss jongere linie in juni 1917. In de Eerste Wereldoorlog raakte hij zwaargewond en hij werd krijgsgevangen gemaakt door de Engelsen.
Heusinger bleef militair. Hij wist in 1944 van de samenzweringen tegen het leven van Hitler maar verkoos passief te blijven en hij wilde geen details horen. Zo werd hij zelf bijna het slachtoffer van een aanslag op Hitler.
Op 20 juli 1944 stond hij, nu generaal en stafchef operaties van het leger, naast Adolf Hitler toen Claus Schenk von Stauffenberg zijn bom liet ontploffen. Na de oorlog organiseerde hij de nieuwe Bundeswehr en hij eindigde als generaal-inspecteur van de Bundeswehr en voorzitter van het Militair Comité van de NAVO.

## Militaire loopbaan
- Fähnrich: 31 maart 1916[3]
- Leutnant: 4 juli 1916[4]
- Oberleutnant: 1 april 1925
- Hauptmann: 1 oktober 1932[4]
- Major: 1 maart 1936
- Oberstleutnant: 1 april 1938
- Oberst: 1 september 1940
- Generalmajor: 1 januari 1942
- Generalleutnant: 1 januari 1943
- Generalleutnant: 1 november 1955[5]
- General: 14 juni 1957[4]

## Decoraties
- IJzeren Kruis 1914, 1e Klasse (24 december 1917)[6] en 2e Klasse (8 juni 1916)[6]
- Vorstelijk Reussisch Ereteken, 3e klasse met Zwaarden[6]
- Vorstelijk Reussisch Ereteken met Zwaarden[6]
- Kruis voor Oorlogsverdienste, 1e Klasse en 2e Klasse met Zwaarden in 1939
- Gewondeninsigne van de 20e juli 1944 in zilver op 20 juli 1944
- Gewondeninsigne 1918 in zwart
- Erekruis voor Frontstrijders in de Wereldoorlog
- Dienstonderscheiding van Leger en Marine voor (18 dienstjaren)
- Herhalingsgesp bij IJzeren Kruis 1939,1e Klasse (5 juni 1940) en 2e Klasse (6 oktober 1939)
- Orde van het Vrijheidskruis (Finland), 1e Klasse met Zwaarden
- Grootkruis in de Orde van de Italiaanse Kroon
- Grootkruis in de Orde van de Hongaarse Republiek
- Kruis voor Militaire Verdienste (Brunswijk), 2e Klasse[6]
- Commandeur in de Legioen van Verdienste (Verenigde Staten) op 15 oktober 1960
- Grote Kruis van Verdienste met Ster en Grootlint in de Orde van Verdienste van de Bondsrepubliek Duitsland in augustus 1963